# Ross Lovegrove

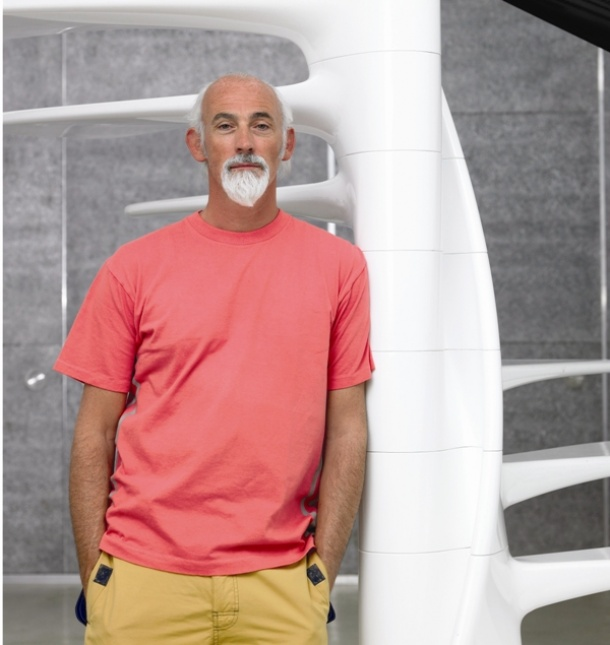
Ross Lovegrove

Ross Lovegrove (* 1958 in Cardiff, Wales) ist ein britischer Industriedesigner. Bekannt wurde er vor allem durch seine Arbeit am Sony Walkman. Seine Werke sind von organischen Formen und Strukturen inspiriert.

## Biografie
Lovegrove begann sein Studium am Polytechnikum in Manchester (heute Manchester Metropolitan University), wo er 1980 einen First Class BA in Industriedesign erlangte. Er setzte sein Studium am Royal College of Art in London fort und schloss es 1983 dort mit dem Master of Design ab.
Anfang der 1980er-Jahre arbeitete er, teilweise neben dem Studium, in Westdeutschland als Designer für Frog Design. Bedeutende Projekte dieser Zeit umfassten den Sony Walkman und Arbeiten für Apple. Später war er als Berater für Knoll International in Paris tätig. Nach seinem Erfolg mit dem Alessandri Büro System wurde er zusammen mit Jean Nouvel und Philippe Starck ins Atelier de Nîmes eingeladen, wo sie neue Designkonzepte vorwiegend für Louis Vuitton, Hermés und Dupont erarbeiteten.
Zu seinen Hobbys gehört das Sammeln afrikanischer Stammeskunst, insbesondere afrikanischer Schilde.

## Firmen
1988 kehrte er nach London zurück, wo er zusammen mit Julian Brown ein Designstudio führte. 1990 gründete er sein eigenes Studio X. Der Kundenstamm von Ross Lovegrove umfasst Cappellini, Sony, Apple, Driade, Luceplan, Edra, Biomega, Moooi, Zanotta, Mandarina Duck, Kartell, Artemide und Herman Miller. Daneben arbeitete Lovegrove an Projekten für Airbus, Ceccotti, Idee, Moroso, Peugeot, Issey Miyake, Vitra, Olympus, Yamagiwa, Tag Heuer, Hackman, Alias, Japan Airlines, British Airways, Philips und Toyo Ito Architects, Japan.

## Neuere Werke
In seinen jüngsten Werken nimmt der ökologische Aspekt einen immer größeren Stellenwert ein. 2007 entwarf er für die Wiener Ringstraße sogenannte solar trees, solarbetriebene Straßenlaternen in der Form von Bäumen.

## Auszeichnungen und Ausstellungen
Lovegrove erhielt zahlreiche internationale Auszeichnungen. Seine Arbeiten wurden in zahlreichen internationalen Ausstellungen gezeigt, unter anderem im Museum of Modern Art (MoMA) in New York, im Solomon R. Guggenheim Museum, New York, im Axis Centre, Japan, im Centre Pompidou, Paris, und im Design Museum, London, wo er 1993 auch seine erste permanente Ausstellung kuratierte. Im November 2005 erhielt Lovegrove vom Time Magazine und CNN den World Technology Award. Im selben Jahr wurde er für das Design der Vitra-Produkte mit dem bedeutenden red dot design award ausgezeichnet.